# Анджанс, Агнис
Агнис Анджанс (латыш. Agnis Andžāns; 19 августа 1952, Рига — 3 марта 2024) — латвийский математик, член-корреспондент Латвийской академии наук (2005).
Родился в Риге 19 августа 1952 года. Окончил физико-математический факультет Латвийского университета (1974) и аспирантуру при Вычислительном центре (1980—1983). В 1987 году защитил кандидатскую диссертацию.
Работал в Латвийском университете: лаборант (1971—1974), младший научный сотрудник (1974—1984) Вычислительного центра, старший преподаватель (1984—1988), доцент (1988—1996), с 1996 профессор. Читал курсы:
- специальные методы элементарной математики (с 1986)
- общие методы элементарной математики (с 1991)
- теория чисел (с 1986)
- элементы комбинаторики (с 1992)
- теория алгоритмов (с 1991)
- алгоритмы комбинаторики (с 1991)
- практика олимпиад по математике (с 1997)
- избранные главы дискретной математики и алгебры (с 1998)
- дискретная математика (с 2001)
- математическая логика (с 2005)

Научные интересы: теория алгоритмов, комбинаторика, новые методы преподавания математики.
Автор (соавтор) 6 монографий, 9 учебников и более 500 статей.
Член-корреспондент Латвийской академии наук (2005).
Награждён орденом Трёх звёзд. Лауреат премии Кабинета Министров Латвии (2006).
Умер 3 марта 2024 года в возрасте 71 года.
Сочинения:
- Ģeometrija 7. - 9. klasei mācību grāmata 5 Laukumi, 4. § Author:	Agnis Anǆāns; Elīna Falkenšteine; Alfrēds Grava. Publisher:	Rīgā Zvaigzne ABC 1998.
- Algebra 10. - 12. klasei eksperimentāla mācību grāmata 1 Skaitļi, monomi un polinomi, racionālas algebriskas izteiksmes, racionāli vienādojumi un nevienādības, racionālu vienādojumu sistēmas : pamatkursam un profilkursam. Author:	Dainis Kriķis; Kārlis Šteiners; Agnis Anǆāns. Publisher:	Rīgā Zvaigzne ABC 1998